# New York Film Critics Circle Awards 1964
La 30ª edizione della cerimonia dei New York Film Critics Circle Awards, annunciata il 28 dicembre 1964, si è tenuta il 23 gennaio 1965 ed ha premiato i migliori film usciti nel corso del 1964.

## Vincitori

### Miglior film
- My Fair Lady, regia di George Cukor

### Miglior regista
- Stanley Kubrick - Il dottor Stranamore - Ovvero: come ho imparato a non preoccuparmi e ad amare la bomba (Dr. Strangelove or: How I Learned to Stop Worrying and Love the Bomb)

### Miglior attore protagonista
- Rex Harrison - My Fair Lady

### Miglior attrice protagonista
- Kim Stanley - Ventimila sterline per Amanda (Séance on a Wet Afternoon)

### Miglior sceneggiatura
- Harold Pinter - Il servo (The Servant)

### Miglior film in lingua straniera
- L'uomo di Rio (L'homme de Rio), regia di Philippe de Broca • Italia/Francia

### Menzione speciale
- To Be Alive!, regia di Francis Thompson ed Alexander Hammid